# OKP Dolores
OKP Dolores (tytuł oryginału: UCC Dolores) – francuska seria komiksowa autorstwa Didiera Tarquina i Lyse Tarquin, publikowana od 2018 przez wydawnictwo Glénat. Polski przekład ukazuje się od 2020 nakładem wydawnictwa Egmont.

## Fabuła
Utrzymana w konwencji space opery seria opowiada o Mony, sierocie i byłej zakonnicy, wychowance sióstr Kościoła Nowych Pionierów. Po ukończeniu 18. roku życia Mony opuszcza klasztor, w którym spędziła dzieciństwo, i rusza w świat, aby poznać tajemnicę swojego pochodzenia. Naiwna i bogobojna dziewczyna od razu napotyka kłopoty, ale znajduje wsparcie w starszym pilocie Kashu i dziwnej małomównej istocie w masce imieniem Tork, a jej domem staje się statek kosmiczny o nazwie OKP (Okręt Kosmicznych Piratów) „Dolores”, należący niegdyś do pirata McMonroe’a. Mony rusza na nim wraz z nowymi towarzyszami przez nieprzyjazną galaktykę, chcąc rozpocząć nowe życie. Jednak w ślad za okrętem podążają też ludzie, którzy liczą, że kurs „Dolores” zawiedzie ich do skarbu ukrytego kiedyś przez McMonroe’a.

## Tomy
| Tom | Wydanie polskie                 | Wydanie oryginalne                     |
| --- | ------------------------------- | -------------------------------------- |
| 1   | Ścieżka nowych pionierów (2020) | La trace des Nouveaux Pionniers (2019) |
| 2   | Sieroty z fortu Messaoud (2020) | Les orphelins de Fort Messaoud (2019)  |
| 3   | Czerwony kryształ (2021)        | Cristal rouge (2020)                   |
| 4   | Ostatnia kula (2023)            | La dernière balle (2021)               |
| 5   | Piaski Tishali (2024)           | Les sables de Tishala (2023)           |
| 6   | Oczy nieulękłego (2025)         | Les Yeux du sans-peur (2025)           |